# Ralph Doubell
Ralph Douglas Doubell (Melbourne, Australia, 11 de febrero de 1945) es un exatleta australiano, especializado en la prueba de 800 m en la que llegó a ser campeón olímpico en 1968.

## Carrera deportiva
En los JJ. OO. de México 1968 ganó la medalla de oro en los 800 metros, con un tiempo de 1:44.40 segundos que fue récord del mundo, llegando a la meta por delante del keniano Wilson Kiprugut y el estadounidense Tom Farrell (bronce).